# Miles Davis and Milt Jackson Quintet/Sextet
Miles Davis and Milt Jackson Quintet/Sextet, noto anche semplicemente come Quintet/Sextet o come Miles Davis and Milt Jackson, è un album di Miles Davis pubblicato dalla Prestige Records nel 1956.

## Il disco
Il disco contiene le registrazioni effettuate da Miles Davis nell'agosto del 1955 nello studio di Rudy Van Gelder di Hackensack con la partecipazione del vibrafonista Milt Jackson.
La seduta di registrazione fu realizzata pochi giorni dopo la fortunata esibizione di Davis al Newport Jazz Festival in un periodo particolarmente felice della sua carriera dopo gli anni bui della dipendenza dall'eroina. Incideva con regolarità e stava organizzando la sua prima formazione stabile dopo molto tempo per un ingaggio al Café Bohemia nel Greenwich Village, un nuovo locale dove fu presente per molti anni e che fece la storia del jazz. Il trombettista aveva inciso il suo primo disco a 12 pollici per la Prestige, The Musings of Miles, un paio di mesi prima e poco dopo Blue Moods, il suo unico album per la Debut di Charles Mingus.
La formazione che accompagnò Davis nell'occasione era diversa da quella che nello stesso periodo lo affiancava al Café Bohemia, composta da Sonny Rollins (che presto avrebbe lasciato il posto a John Coltrane), Red Garland, Philly Joe Jones e Paul Chambers. Davis e Jackson, al loro secondo incontro dopo la registrazione di Bags' Groove e altri brani nel dicembre dell'anno precedente, furono invece accompagnati in studio da una formazione all stars costituita dal bassista Percy Heath, compagno di Jackson nel Modern Jazz Quartet, dal batterista Art Taylor, dal pianista Ray Bryant e come secondo solista da Jackie McLean al sassofono contralto. La scelta dei musicisti fu dettata, a detta di Davis, dal fatto che per questo disco il trombettista desiderava un suono tipicamente be bop. La seduta fu turbolenta per lo stato di McLean che si presentò in studio alterato per l'assunzione di stupefacenti. Nonostante l'amicizia che legava Davis e il sassofonista, ci fu un litigio e McLean furioso abbandonò lo studio dopo aver registrato solo i due pezzi di cui era l'autore.
Il gruppo registrò quattro brani. Tra questi una composizione di Bryant, Changes, e una del trombettista Thad Jones a quei tempi da poco entrato nell'orchestra di Count Basie. Gli altri pezzi erano composizioni di McLean, Minor March e Dr. Jackle (a volte indicata come Dr. Jekill) che Davis registrò nuovamente nel 1958 per il suo album Milestones. Due blues che richiamavano Charlie Parker di cui McLean sentiva all'epoca ancora molto forte l'influenza.
L'album è considerato dalla critica rappresentativo del periodo in cui Miles Davis oscillava ancora tra il classico be bop sul solco di Parker e le più decise sperimentazioni hard bop degli anni successivi.
Quintet/Sextet rimase nel catalogo della Prestige insieme a tutti gli album a 12 pollici distribuiti negli anni successivi. Nel 1967 fu ripubblicato con il titolo Odissey! e quindi nel 1982 fu rimasterizzato da Joe Tarantino della Fantasy Records, che aveva rilevato il catalogo Prestige, per la pubblicazione su CD nella linea Original Jazz Classics.

## Tracce
Lato A
1. Dr. Jackle - (Jackie McLean) - 8:52
2. Bitty Ditty - (Thad Jones) - 6:35

Lato B
1. Minor March - (Jackie McLean) - 8:15
2. Changes' - (Ray Bryant) - 7:11

## Formazione
- Miles Davis - tromba
- Milt Jackson - vibrafono
- Ray Bryant - pianoforte
- Percy Heath - contrabbasso
- Art Taylor - batteria
- Jackie McLean - sassofono contralto (solo in Dr. Jackle e Minor March)

## Edizioni
- 1956 – LP, Prestige Records PRLP 7034
- 1967 – Odissey!, LP, Prestige Records PRLP 7540, riedizione stereo con titolo e copertina diversi
- 1988 – CD, Original Jazz Classics Fantasy Records OJCCD-012-2, edizione rimasterizzata
- 2009 – All Miles - The Prestige Albums, CD (x14), Universal Classics & Jazz 0600753217566, Italia, cofanetto che contiene la versione rimasterizzata del 1989
- 2010 – All Miles - The Prestige Albums, CD (x14), Universal Classics & Jazz 0600753315729, Italia, cofanetto che contiene la versione rimasterizzata del 1989